# Catedrala din Szombathely
Catedrala din Szombathely este un monument istoric și de arhitectură barocă cu elemente neoclasice.